# Comuna Horișnie Zalucicea, Sneatîn
Horișnie Zalucicea (în ucraineană Горішнє Залуччя) este o comună în raionul Sneatîn, regiunea Ivano-Frankivsk, Ucraina, formată din satele Dolișnie Zalucicea și Horișnie Zalucicea (reședința).

## Demografie
Componența lingvistică a comunei Horișnie Zalucicea
     Ucraineană (99,71%)
     Alte limbi (0,25%)
Conform recensământului din 2001, majoritatea populației comunei Horișnie Zalucicea era vorbitoare de ucraineană (99,71%), existând în minoritate și vorbitori de alte limbi.